# Erinyen

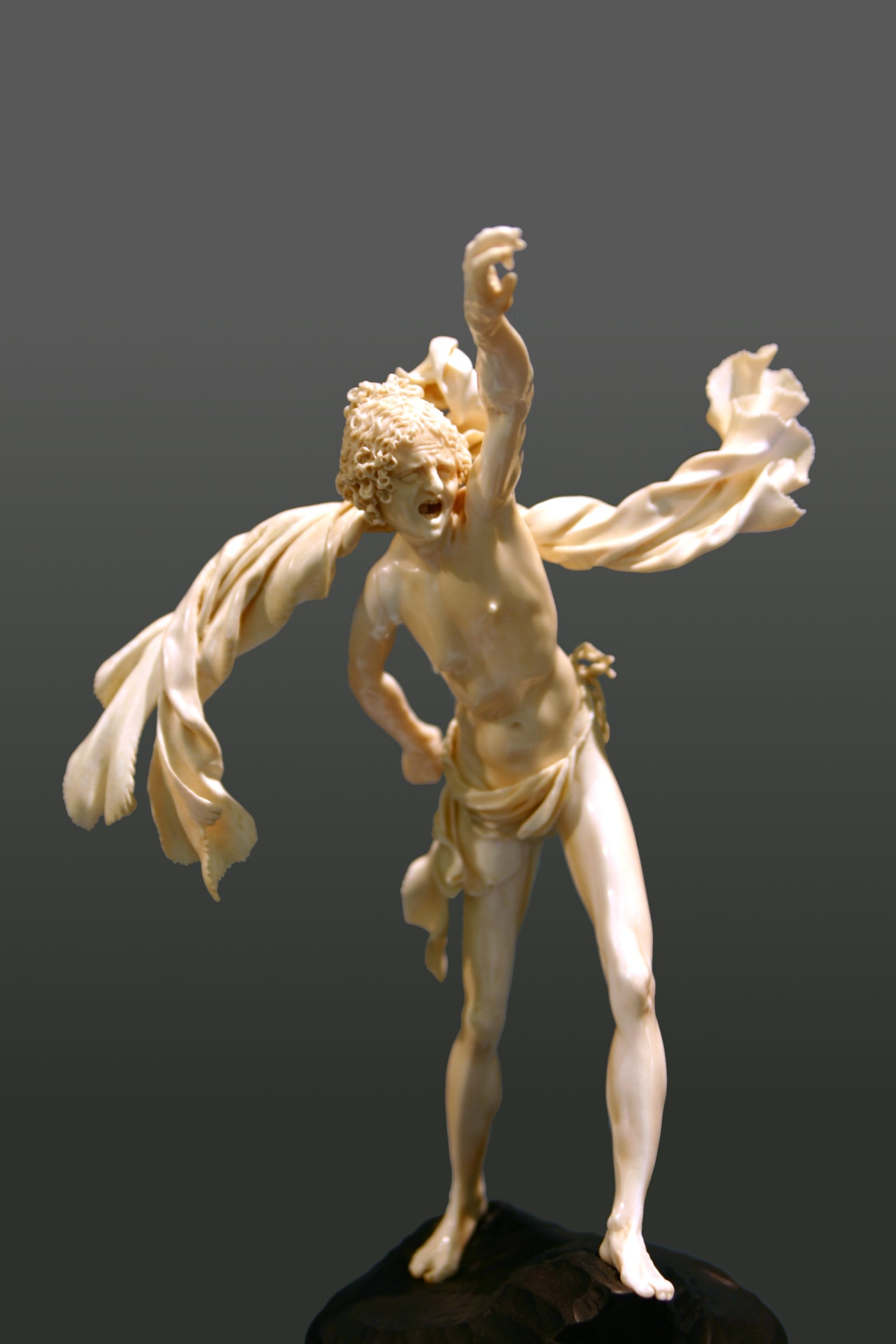
Furie of Erinyen

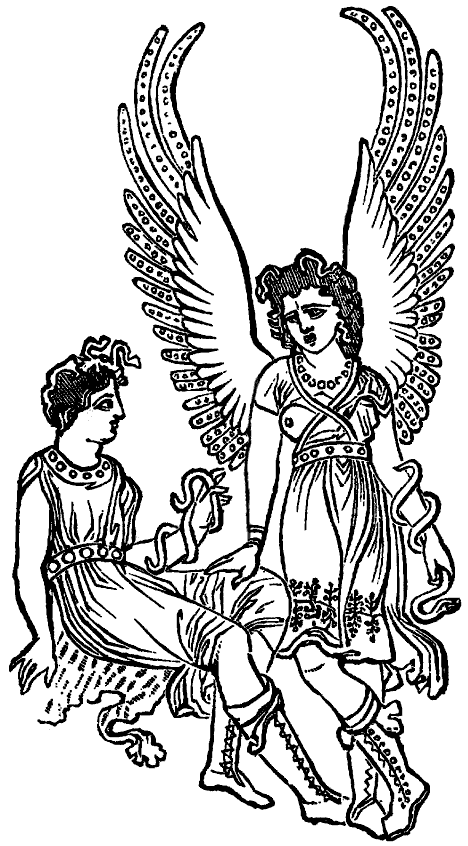
Twee Erinyen, naar een afbeelding op een antieke vaas

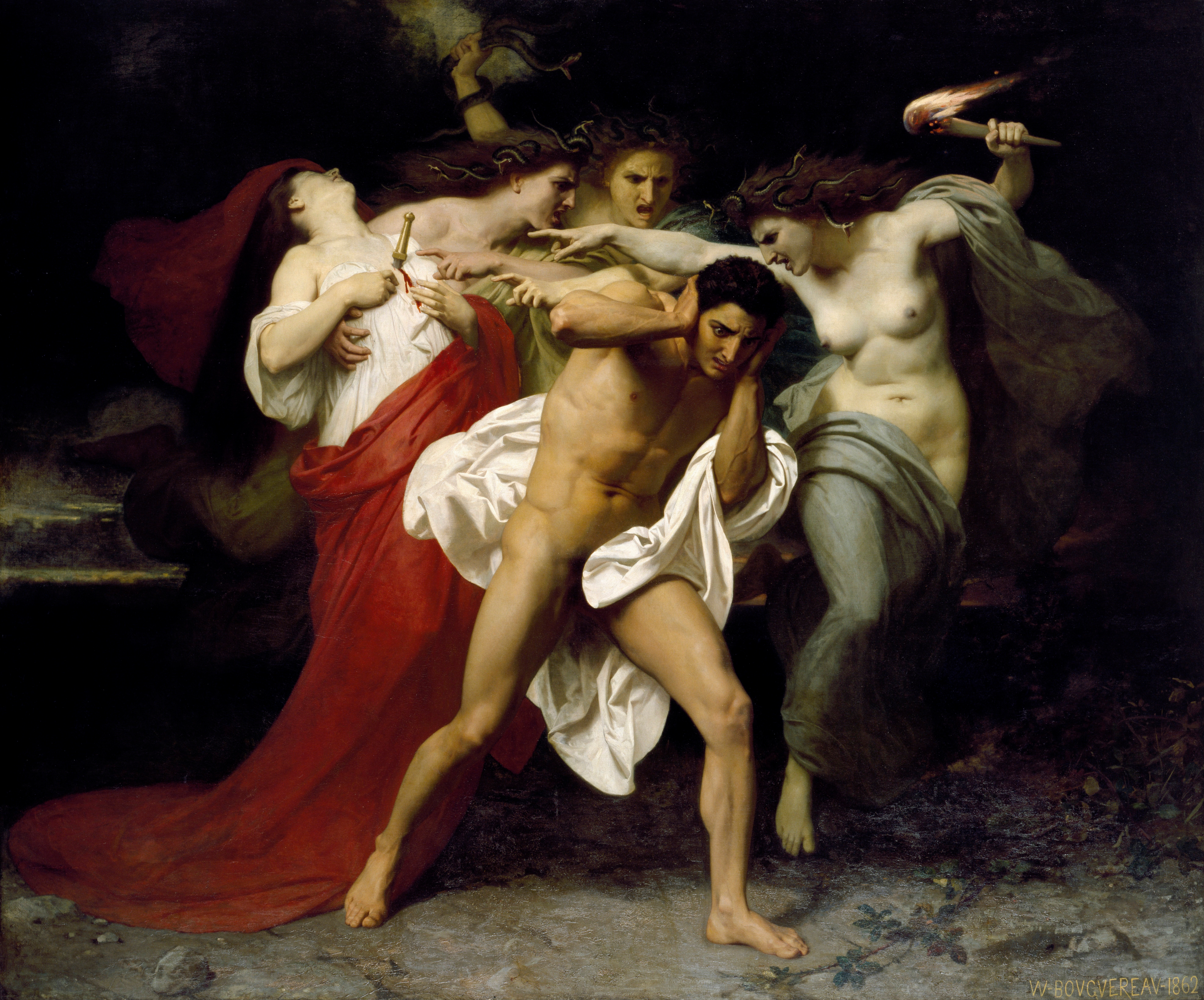
Orestes wordt gekweld door de Erinyen of Orestes heeft spijt, 1862

De Erinyen (Oudgrieks: Ἐρινύες) zijn figuren uit de Griekse mythologie. Ze zijn wraakgodinnen, en achtervolgden en kwelden degenen die iets misdaan hadden. De Erinyen woonden in de onderwereld en kwamen op aarde als er een misdadiger met hun wraak gestraft moest worden. In het Latijn werden ze Furiae — of Dirae — genoemd (de verschrikkelijken), en in het Nederlands Furiën.
Ook hadden de Erinyen de taak om de Tartaros te bewaken. Het woord 'furieus' (kwaad, razend) stamt af van de Nederlandse benaming voor de Erinyen, de Furiën.

## Afkomst
De Erinyen ontstonden uit het bloed van Uranus, toen deze ontmand werd door zijn zoon Kronos en het bloed op het lichaam van Gaia viel, moeder aarde. Andere varianten vertellen dat de Erinyen dochters van Nyx, de Nacht, waren. De Erinyen waren drie vrouwen: Alecto, de nooit ophoudende (de onverzoenlijke), Megaera, (de afkeurende) en Tisiphone, (de straffende). Ze vertegenwoordigden dus verschillende aspecten van bestraffing. De Erinyen waren ouder dan de Olympische goden, en waren dan ook niet ondergeschikt aan de oppergod Zeus.

## Uiterlijk
De Erinyen zagen er afschrikwekkend uit. Hun haar bestond uit slangen, uit hun ogen droop bloed. Soms werd gedacht dat ze vleugels hadden als van een vleermuis en het lichaam van een hond. Ze hadden brandende fakkels en zwepen met metalen weerhaken in hun hand. Tisiphone werd ooit verliefd op Cithaeron. Hij vond echter de dood, omdat een van de slangen op haar hoofd hem dodelijk beet.

## Wraak
Het ergste dat een Griek in de oudheid kon doen was een lid van zijn familie doden. Ook zich vergrijpen aan een vriend of een vreemdeling was een ernstig vergrijp. Volgens de mythologie werd zo'n misdadiger door de wraakgodinnen achtervolgd. De wraakgodinnen gebruikten daarbij slangen, fakkels en zwepen. De Erinyen verschenen in de dromen van de achtervolgde en men kon zich nergens voor hen verschuilen. Telkens werd de schuldige aan zijn schuld herinnerd. Ook na de dood van de schuldige kreeg deze geen rust. Volgens de Romeinse mythologie brachten de Furiae de dader uiteindelijk tot waanzin.
Als de Erinyen tijd over hadden of er gewoon zin in hadden, gingen zij misdadigers in de onderwereld folteren.
Alleen als een persoon van zijn schuld werd gereinigd stopten de Erinyen met hun wraak. De Erinyen veranderden dan in Eumeniden ("Welgezinden"). Een misdadiger kon zich van de Erinyen bevrijden door veel berouw te tonen en zich te reinigen van zijn schuld, door goede daden te verrichten.

## Orestes
Een beroemd slachtoffer van de Erinyen was Orestes, omdat hij zijn moeder Klytaimnestra doodde. Dit was echter een gevolg van het feit dat zijn moeder eerder zijn vader Agamemnon in bad had gedood. Klytaimnestra was op haar beurt weer kwaad op Agamemnon, omdat hij haar dochter Iphigenia wilde offeren, in opdracht van Artemis.
Hoewel Orestes voor het plegen van de moord hiertoe was aangezet door de god Apollo werd hij toch achtervolgd door de Erinyen. De godin Athena bracht deze onrechtvaardige zaak voor een speciale goddelijke rechtbank, de Areopagus. Aanklaagsters van Orestes waren de Erinyen, die optraden namens de moeder van Orestes. Verdediger van Orestes was Apollo. Bij de stemming gaf Athena's stem in de jury de doorslag. Orestes werd vrijgesproken; de Erinyen verzoenden zich met deze uitspraak en werden Orestes welgezind.
Dit verhaal laat de visie van de oude Grieken op het lot van de mens zien. De mens kan niet ontsnappen aan de grillen van de goden: hij kan in hun ogen nooit goeddoen. Dezelfde overtuiging blijkt ook uit de geschiedenis van Oedipus. Hij stamde uit een koningsfamilie, maar die was vervloekt: misleid door de goden vermoordde hij zijn vader en trouwde vervolgens met zijn moeder.